# Марія Антонієтта Бурбон-Сицилійська
Марія Антонієтта Джузеппіна Леопольдіна Бурбон-Сицилійська (італ. Maria Antonietta Giuseppina Leopoldina di Borbone-Due Sicilie; нар. 16 березня 1851 — пом. 12 вересня 1938) — сицилійська принцеса з династії Бурбонів, донька сицилійського принца Франческо та тосканської принцеси Марії Ізабелли, дружина сицилійського принца Альфонсо, графа ді Казерта.

## Біографія
Антонієтта народилася 16 березня 1851 року в Неаполі. Вона стала первістком в родині 16-річної принцеси Марії Ізабелли Тосканської та її чоловіка Франческо Бурбон-Сицилійського, який водночас був її рідним дядьком. Своє ім'я новонароджена отримала на честь бабусі Марії Антонії Бурбон-Сицилійської. Згодом в родині з'явилося ще п'ятеро дітей, з яких дорослого віку досягла лише донька Кароліна. Мешкало сімейство у Неаполі.
Після падіння Королівства Обох Сицилій у 1861 році родина виїхала до Риму.
У віці 17 років Антонієтта була видана заміж за свого кузена, принца Бурбон-Сицилійського Альфонсо, старшого від неї на десять років, який носив титул графа ді Казерта. Вінчання відбулося 8 червня 1868 у Римі. У подружжя народилося дванадцятеро дітей.
Після смерті короля Франциска II у 1894 році Альфонсо став титулярним королем Обох Сицилій. Його не стало наприкінці травня 1934. Марія Антонієтта пережила чоловіка на чотири роки і пішла з життя 12 вересня 1938 у Фрайбурзі. Обидва поховані на цвинтарі Гран-Жас у Каннах.

## Нагороди
- Орден Королеви Марії Луїзи № 697 (Іспанія);
- Орден Зіркового хреста (Австрійська імперія).

## Родина

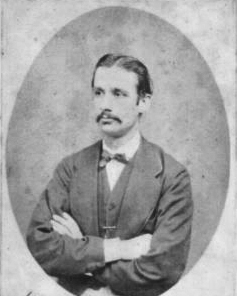
Світлина Альфонсо ді Казерта близько 1870-х

Чоловік — Альфонсо Бурбон-Сицилійський, граф ді Казерта
Дітиː
- Фердинанд Пій (1869—1960) — герцог ді Калабрія, був одруженим із баварською принцесою Марією, мав шестеро дітей;
- Карлос (1870—1849) — генерал-капітан Андалусії, був двічі одруженим, мав семеро дітей;
- Франческо (1873—1876) — прожив 3 роки;
- Марія Іммакулата (1874—1947) — дружина принца Йоганна Георга Саксонського, дітей не мала;
- Марія Крістіна (1877—1947) — дружина ерцгерцога Петера Фердинанда Австрійського, мали четверо дітей;
- Марія ді Грація (1878—1973) — дружина принца Луїша Орлеан-Браганса, мала трьох дітей;
- Марія Джузеппіна (1880—1971) — одружена не була, дітей не мала;
- Дженнаро (1882—1944) — був одруженим із Беатрісою Бордесса, графинею Вілла Коллі, дітей не мав;
- Раньєрі (1883—1973) — був одруженим із графинею Марією Кароліною Замойською, мав сина та доньку;
- Філіппо (1885—1949) — був двічі одруженим, мав єдиного сина;
- Франческо (1888—1914) — одруженим не був, дітей не мав;
- Габріель (1897—1975) — був двічі одруженим, мав п'ятьох дітей.